# Grup de la tetraedrita
El grup de la tetraedrita és un grup de minerals de la classe dels sulfurs. Els minerals que formen aquest grup són sulfosals que cristal·litzen en el sistema isomètric i que segueixen el patró: M2(A₆)M1(B₄ C₂)X3(D₄)S1(Y₁₂)S2(Z), on:
- A = Cu+, Ag+, ☐;
- B = Cu+, Ag+;
- C = Zn2+, Fe2+, Hg2+, Cd2+, Mn2+, Ni2+, Cu2+, Cu+, Fe3+;
- D = Sb3+, As3+, Bi3+, Te4+;
- Y = S2-, Se2-;
- Z = S2-, Se2-, ☐.

La nomenclatura i classificació d'aquest grup va ser aprovada per l'Associació Mineralògica Internacional (IMA) l'any 2019 (proposta 18-K), i va ser publicada per Biagioni et al. el 2020.
El grup de la tetraedrita està dividit en deu subgrups: subgrup de l'arsenofreibergita, subgrup de la freibergita, subgrup de la giraudita, subgrup de la goldfieldita, subgrup de la hakita, subgrup de la rojdestvenskaiaïta, subgrup de la tennantita, subgrup de la tetraedrita, subgrup de la ustalečita i subgrup de la zvěstovita. També forma part d'aquest grup la pošepnýita.
| Espècie    | Fórmula                               |
| ---------- | ------------------------------------- |
| Pošepnýita | (Cu+₃◻₃)(Hg2+₄Cu+₂)Sb₄Se₁₂(Se0.5◻0.5) |

Segons la classificació de Nickel-Strunz totes aquestes espècies pertanyen a "02.GB - Nesosulfarsenits, etc. amb S addicional» juntament amb els següents minerals: selenoestefanita, estefanita, pearceïta, polibasita, selenopolibasita, cupropearceïta, cupropolibasita i galkhaïta.
L'any 2024 va ser aprovada l'annivita-(Zn) i va ser encabuda en un nou subgrup, el subgrup de l'annivita, on és possible que altres membres del grup es puguin anar en un futur.

## Subgrup de l'arsenofreibergita
Format per tres espècies minerals: argentotennantita-(Fe), argentotennantita-(Zn) i cenoargentotennantita-(Fe), les que contenen al lloc A sis cations III(Ag+Cu) (on Ag>Cu), C2+ = Fe2+, Zn, Cd, Hg i/o altres elements, i Z = S, Se, ◻.
| Espècie                    | Fórmula                |
| -------------------------- | ---------------------- |
| Argentotennantita-(Fe)     | Ag₆(Cu₄Fe₂)As₄S₁₂S     |
| Argentotennantita-(Zn)     | Ag₆[Cu₄(Fe,Zn)₂]As₄S13 |
| Cenoargentotennantita-(Fe) | [Ag6]4+(Cu₄Fe₂)As₄S₁₂◻ |

## Subgrup de la freibergita
Format per sis espècies minerals: argentotetraedrita-(Cd), argentotetraedrita-(Fe), argentotetraedrita-(Hg), argentotetraedrita-(Zn), cenoargentotetraedrita-(Fe) i cenoargentotetraedrita-(Zn). Al lloc A, els membres finals del grup contenen sis cations III(Ag+Cu) (on Ag>Cu) o, alternativament, contenen un grup discret de polications [Ag₆]4+. Aquest darrer clúster va acompanyat d'una vacant d'equilibri de càrrega al lloc S₂Z. També, C2+ = Fe2+, Zn, Cd, Hg i/o altres espècies, i Z = S, Se, ◻.
| Espècie                     | Fórmula                   |
| --------------------------- | ------------------------- |
| Argentotetraedrita-(Cd)     | Ag₆(Cu₄Cd₂)Sb₄S₁₂S        |
| Argentotetraedrita-(Fe)     | Ag₆(Cu₄Fe₂)Sb₄S₁₂S        |
| Argentotetraedrita-(Hg)     | Ag₆(Cu₄Hg₂)Sb₄S₁₂S        |
| Argentotetraedrita-(Zn)     | Ag₆(Cu₄Zn₂)Sb₄S₁₂S        |
| Cenoargentotetraedrita-(Fe) | [Ag₆]4+(Cu₄Fe2+ 2)Sb₄S₁₂◻ |
| Cenoargentotetraedrita-(Zn) | [Ag₆]4+(Cu₄Zn₂Sb₄S₁₂◻     |

L'antiga freibergita, espècie actualment desacreditada per l'IMA, va ser descrita als territoris de parla catalana, concretament a les mines de Montoliu, a Naut Aran (Vall d'Aran).

## Subgrup de la giraudita
Format només per una espècie mineral, la giraudita-(Zn). Al lloc A, els membres finals del grup contenen sis cations III(Cu + Ag), on Cu > Ag; i C2+ = Fe2+, Zn, Cd, Hg i/o altres elements.
| Espècie        | Fórmula              |
| -------------- | -------------------- |
| Giraudita-(Zn) | Cu₆(Cu₄Zn₂)As₄Se₁₂Se |

## Subgrup de la goldfieldita
Format per tres espècies: arsenogoldfieldita, goldfieldita i estibiogoldfieldita. Incorporen fins a 2 Te4+ per a (Sb,As)3+ al lloc D, acompanyada d'una substitució concomitant de M2+ (normalment Fe2+ o Zn) amb Cu+ al lloc C per mantenir l'equilibri de càrrega.
| Espècie             | Fórmula                        |
| ------------------- | ------------------------------ |
| Arsenogoldfieldita  | (Cu₄Cu₂)(Cu₄Cu+ 2)(As₂Te₂)S₁₂S |
| Goldfieldita        | (Cu10◻₂)Te₄S₁₂S                |
| Estibiogoldfieldita | (Cu₄Cu₂)(Cu₄Cu+₂)(Sb₂Te₂)S₁₂S  |

## Subgrup de la hakita
Format per una quatre espècies: hakita-(Cd), hakita-(Fe), hakita-(Hg) (abans coneguda simplement com hakita) i hakita-(Zn). Al lloc A els membres finals del grup contenen sis cations III(Cu + Ag), on Cu > Ag; i C2+ = Fe2+, Zn, Cd, Hg i/o altres elements.
| Espècie     | Fórmula                |
| ----------- | ---------------------- |
| Hakita-(Cd) | Cu₆(Cu₄Cd₂)Sb₄Se₁₂Se   |
| Hakita-(Fe) | Cu₆(Cu₄Fe²⁺₂)Sb₄Se₁₂Se |
| Hakita-(Hg) | Cu₆(Cu₄Hg₂)Sb₄Se₁₂Se   |
| Hakita-(Zn) | Cu₆(Cu₄Zn₂)Sb₄Se₁₂Se   |

## Subgrup de la rojdestvenskaiaïta
Format per dues espècies: la cenorojdestvenskaiaïta-(Fe) i la rojdestvenskaiaïta-(Zn). Els membres finals del grup haurien de contenir sis cations M2(Ag+Cu), on Ag>Cu. A més, els quatre cations M1(Ag + Cu) estan dominats de manera similar per Ag.
| Espècie                     | Fórmula                   |
| --------------------------- | ------------------------- |
| Cenorojdestvenskaiaïta-(Fe) | [Ag₆]4+(Ag₄Fe2+ 2)Sb₄S₁₂◻ |
| Rojdestvenskaiaïta-(Zn)     | Ag₆Ag₄Zn₂Sb₄S₁₂S          |

## Subgrup de la tennantita
Format per vuit minerals: tennantita-(Cd), tennantita-(Cu), tennantita-(Fe), tennantita-(Hg), tennantita-(In), tennantita-(Mn), tennantita-(Ni) i tennantita-(Zn). Al lloc A, els membres finals del grup contenen sis cations III(Cu + Ag), on Cu > Ag. C2+ = Fe2+, Zn, Cu, Hg i/o altres elements.
| Espècie         | Fórmula                  |
| --------------- | ------------------------ |
| Tennantita-(Cd) | Cu₆(Cu₄Cd₂)As₄S₁₂S       |
| Tennantita-(Cu) | Cu₆(Cu₄Cu₂)As₄S₁₂S       |
| Tennantita-(Fe) | Cu₆(Cu₄Fe₂)As₄S₁₂S       |
| Tennantita-(Hg) | Cu₆(Cu₄Hg₂)As₄S₁₂S       |
| Tennantita-(In) | Cu₆(Cu₄(In³⁺Cu⁺))As₄S₁₂S |
| Tennantita-(Mn) | Cu₆(Cu₄Hg₂)As₄S₁₂S       |
| Tennantita-(Ni) | Cu₆(Cu₄Mn₂)As₄S₁₂S       |
| Tennantita-(Zn) | Cu₆(Cu₄Zn₂)As₄S₁₂S       |

Als territoris de parla catalana ha estat trobada tennantita, sense determinar l'espècie en concret, en diversos indrets: a la mina de Les Ferreres, a Rocabruna (Camprodon, Ripollès), a la mina Eureka (La Torre de Cabdella, Pallars Jussà), a la mina Solita (Peramea, Pallars Sobirà), a la mina Linda Mariquita (El Molar, Priorat), a la mina Carmencita (Castellnou, L'Alt Palància), a les mines de Brezal (Pavies, L'Alt Palància), a la mina La Preciosa (La Vall d'Almonesir, L'Alt Palància), i les mines La Amorosa i Cueva de la Guerra Antigua (Vilafermosa, L'Alt Millars).

## Subgrup de la tetraedrita
Format per set minerals: tetraedrita-(Cd), tetraedrita-(Cu), tetraedrita-(Fe), tetraedrita-(Hg), tetraedrita-(Mn), tetraedrita-(Ni) i tetraedrita-(Zn). Al lloc A, els membres finals del grup contenen sis cations III(Cu + Ag), on Cu > Ag. C2+ = Fe2+, Zn, Cd, Hg i/o altres elements.
| Espècie          | Fórmula              |
| ---------------- | -------------------- |
| Tetraedrita-(Cd) | Cu₆(Cu₄Cd₂)Sb₄S₁₂S   |
| Tetraedrita-(Cu) | Cu₆(Cu₄Cu²⁺₂)Sb₄S₁₂S |
| Tetraedrita-(Fe) | Cu₆(Cu₄Fe²⁺₂)Sb₄S₁₂S |
| Tetraedrita-(Hg) | Cu₆(Cu₄Hg₂)Sb₄S₁₂S   |
| Tetraedrita-(Mn) | Cu₆(Cu₄Mn₂)Sb₄S₁₂S   |
| Tetraedrita-(Ni) | Cu₆(Cu₄Ni₂)Sb₄S₁₂S   |
| Tetraedrita-(Zn) | Cu₆(Cu₄Zn₂)Sb₄S₁₂S   |

## Subgrup de la ustalečita
Format per dues espècies: l'arsenoustalečita i l'estibioustalečita. Els minerals d'aquest subgrup haurien de ser composicionalment anàlegs als del subgrup de la goldfieldita, amb substitució de (S₁₂S) per (Se₁₂Se).
| Espècie           | Fórmula                          |
| ----------------- | -------------------------------- |
| Arsenoustalečita  | AgPb₁₈As₂₅S₅₆                    |
| Estibioustalečita | (Cu₄Cu₂)(Cu₄Cu+ 2)(Sb₂Te₂)Se₁₂Se |

## Subgrup de la zvěstovita
Format per dues espècies: la zvěstovita-(Fe) i la zvěstovita-(Zn). Els membres finals del grup contenen sis cations M2(Ag+Cu), on Ag>Cu. A més, els quatre cations M1(Ag + Cu) estan dominats de manera similar per Ag. C2+ = Fe2+, Zn, Cd, Hg i/o altres elements.
| Espècie         | Fórmula              |
| --------------- | -------------------- |
| Zvěstovita-(Fe) | Ag₆(Ag₄Fe²⁺₂)As₄S₁₂S |
| Zvěstovita-(Zn) | Ag₆(Ag₄Zn₂)As₄S₁₂S   |

Als territoris de parla catalana ha estat descrita la tetraedrita en diversos llocs: a Mas Vicenç (Fontcoberta, Rosselló), al Bosc de la Roque (Cameles, Rosselló), al Correc de la Calcina (Llauró, Rosselló), a les mines de Costabona (Prats de Molló i la Presta, Vallespir), a la mina de Calabona (L'Alguer), a la mina de Les Ferreres, a Rocabruna (Camprodon, Ripollès), a les mines Espinosa i Zaragoza (Ribes de Freser, Ripollès), a la mina Serra Mata (El Pont de Bar, Alt Urgell), a Cierco (Vilaller, Alta Ribagorça), a la mina Eureka (La Torre de Cabdella, Pallars Jussà), a la mina Atrevida (Vimbodí i Poblet, Conca de Barberà), a Betxí (Plana Baixa), i les mines Lealtad, Oriental i San Francisco (Xóvar, L'Alt Palància).